# Maghemita
La maghemita es una de las formas minerales del óxido de hierro (III) Fe3+2O3.
Fue descubierta en 1927 en el complejo ígneo de Bushveld (Sudáfrica), siendo nombrada así por las primeras letras de magnetita y hematita, en alusión a su magnetismo y a su composición. Sinónimos poco usados de este mineral óxido son oximagnita o sosmanita.

## Propiedades
La maghemita es un mineral opaco de color pardo oscuro y brillo metálico o terroso. Con luz transmitida su color es de pardo a amarillo y con luz reflejada de blanco a gris azulado.
Tiene dureza 6 en la escala de Mohs y densidad 4,9 g/cm³.
Es un mineral fuertemente magnetismo, soluble en ácido clorhídrico caliente.
La maghemita cristaliza en el sistema isométrico, clase tetartoidal (4 3 2).
Es dimorfo con la hematita, mineral que cristaliza en el sistema trigonal.
Por otra parte, forma una serie mineralógica con la magnetita (Fe3O4).
Este mineral tiene dos variedades importantes, la alumomaghemita, rica en aluminio, y la hidromaghemita, maghemita con agua adsorbida.

## Morfología y formación
Es un mineral que se forma por meteorización u oxidación a baja temperatura de espinelas que contengan cationes de Fe2+, habitualmente magnetita o magnetita titanífera. Constituye un pigmento amarillo muy extendido en sedimentos de tipo continental, rocas y suelos.
En consecuencia, la morfología más habitual de la maghemita es como revestimientos o sustituciones en magnetita. No obstante, también puede tener hábito masivo.
Por otra parte, cuando forma cristales, estos son cúbicos, típicamente con una supercelda tetragonal; en muy pocas ocasiones se presenta como diminutos cristales octaédricos o sobrecrecimientos aciculares.
Suele encontrarse asociada a otros minerales como magnetita, ilmenita, anatasa, pirita, marcasita, lepidocrocita y goetita.

## Aplicaciones
La maghemita muestra un orden ferrimagnético con una alta temperatura de Néel (aproximadamente 950  K), lo que junto a su bajo coste y a su estabilidad química condujo a su amplio uso como pigmento magnético en medios de grabación electrónicos desde la década de 1940.
En otro orden de cosas, las nanopartículas de este mineral tienen aplicación en biomedicina, pues son biocompatibles y no tóxicas para humanos, mientras que sus propiedades magnéticas permiten la manipulación remota con campos externos.

## Yacimientos
La localidad tipo de este mineral está en el complejo ígneo de Bushveld (Sudáfrica), una estructura geológica de 65 000 km² que contiene numerosos minerales magmáticos, pegmatíticos e hidrotermales.
Otros yacimientos en África son la mina Ampasindava (Madagascar), la mina Nkamouna (Camerún) y las minas de Tsumeb (Namibia), estas últimas conocidas por su riqueza en minerales raros e inusuales.
En Europa hay depósitos en Katzenbuckel y lago Laach (Alemania), montes Metálicos (República Checa), Mânzălești y Jidoștița (Rumanía), Zletovo (Macedonia del Norte) y Predoi, Onano, montes Albanos y Gadoni (Italia).
En España se ha encontrado maghemita en Luesma (Zaragoza), así como en Susqueda (Gerona).